# 方光焘
方光焘（1898年—1964年），原名方曙先，笔名陈著、雪甫，男，浙江衢县人，中国语言学家、作家、翻译家，曾任第三届全国政协委员。